# 花山乡 (镇雄县)
花山乡，是中华人民共和国云南省昭通市镇雄县下辖的一个乡镇级行政单位。

## 行政区划
花山乡下辖以下地区：
花山村、大火地村、小米地村、放马坝村、大河村和黄莲村。